# Carlos Atlagic
Carlos Wladimiro Atlagic Pinto, manchmal auch Carlos Ataglich oder Carlos Atlagich (* 21. September 1915 in Iquique; † 22. August 1987 in Los Ángeles) war ein chilenischer Fußballspieler. Der Mittelfeldspieler spielte vier Mal in der chilenischen Nationalmannschaft.

## Karriere

### Verein
Carlos Atlagic, auch unter seinem Spitznamen Obelisco bekannt, spielte in seiner Jugend bei Los Canarios, seinem Schulteam des Colegio Don Bosco und später für José Miguel Carrera und Sportiva Italiana aus seiner Geburtsstadt Iquique. Nach seinem Militärdienst kam er in die Hauptstadt und spielte für den Badminton FC und CSD Colo-Colo. Nach den CD Santiago Wanderers kam er zu Badminton 1945 zurück und spielte zwei Jahre bei dem Klub. 1947 ging Atlagic zu Audax Italiano und wurde mit dem Klub italienischer Einwanderer Meister 1948. 1950 beendete er seine aktive Laufbahn.

### Nationalmannschaft
Carlos Atlagic debütierte unter Trainer Ferenc Plattkó beim 6:3-Erfolg über Ecuador beim Campeonato Sudamericano 1945. Er kam noch in drei weiteren Turnierpartien zum Einsatz. La Roja beendete das Turnier mit vier Siegen, einem Unentschieden und einer Niederlage als Südamerika-Dritter.

## Erfolge
Audax Italiano
- Chilenischer Meister: 1948